# آزادی مذهب در بوتان

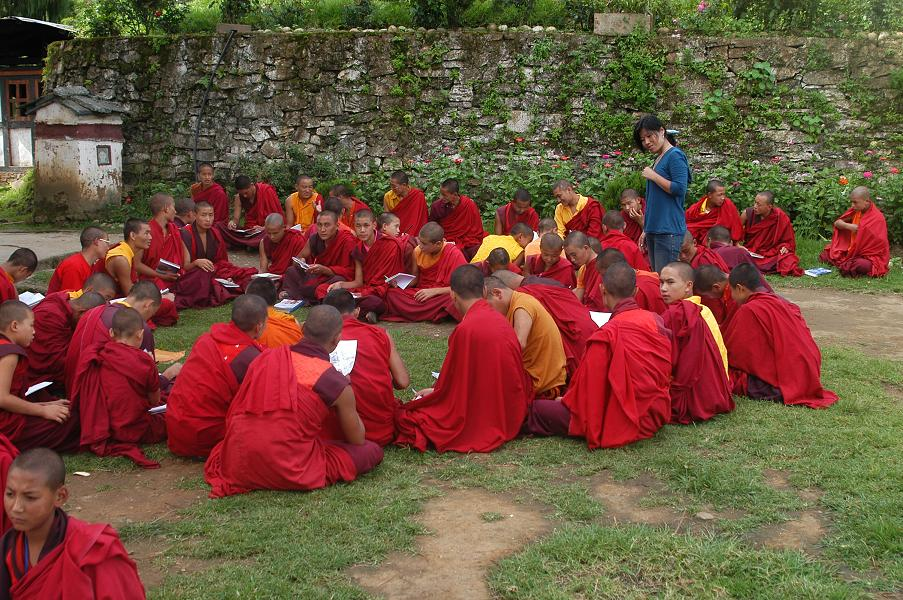

آزادی مذهب در بوتان (انگلیسی: Freedom of religion in Bhutan) در قانون اساسی در سال ۲۰۰۸ و قانون قبلی تضمین شده‌است، با این حال دولت فعالیت‌های تبلیغی غیربودایی را محدود کرده و ورود مبلغان غیربودایی به کشور را ممنوع کرده، ساختن بناهای مذهبی غیربودایی را محدود نموده و برگزاری برخی از جشنواره‌های غیربودایی را با محدودیت مواجه کرده‌است. بودیسم دروکپا کاگیو (مهایانه) دین رسمی است، اگرچه در مناطق جنوبی بسیاری از شهروندان به‌طور آشکار از هندوئیسم پیروی می‌کنند. از سال ۲۰۱۵، هندوئیسم نیز به عنوان دین ملی کشور مورد توجه قرار گرفته‌است. از این رو پادشاه ایجاد معابد هندو را تشویق می‌کند و امسال پادشاه جشنواره داشین (جشنواره هندو)، که معمولاً با پیروزی خوب بر بد در جامعه هندو شناخته می‌شود را جشن گرفت.
در طول سال ۲۰۰۷، هیچ گزارشی از خشونت همراه با فشار برای تبعیت از باورهای ماهایانا وجود نداشت. گزارش‌های سوءاستفاده اجتماعی یا تبعیض مبتنی بر باور یا عمل مذهبی نیز وجود نداشت. در حالی که در اواخر دهه ۱۹۸۰ و اوایل دهه ۱۹۹۰ هیچ گزارشی از تکرار فراروی سازنده وجود نداشت، فشار اجتماعی و دولتی برای انطباق با اعتقادات کاگیوپا دروکپا شایع بود.

## دموگرافیک مذهب

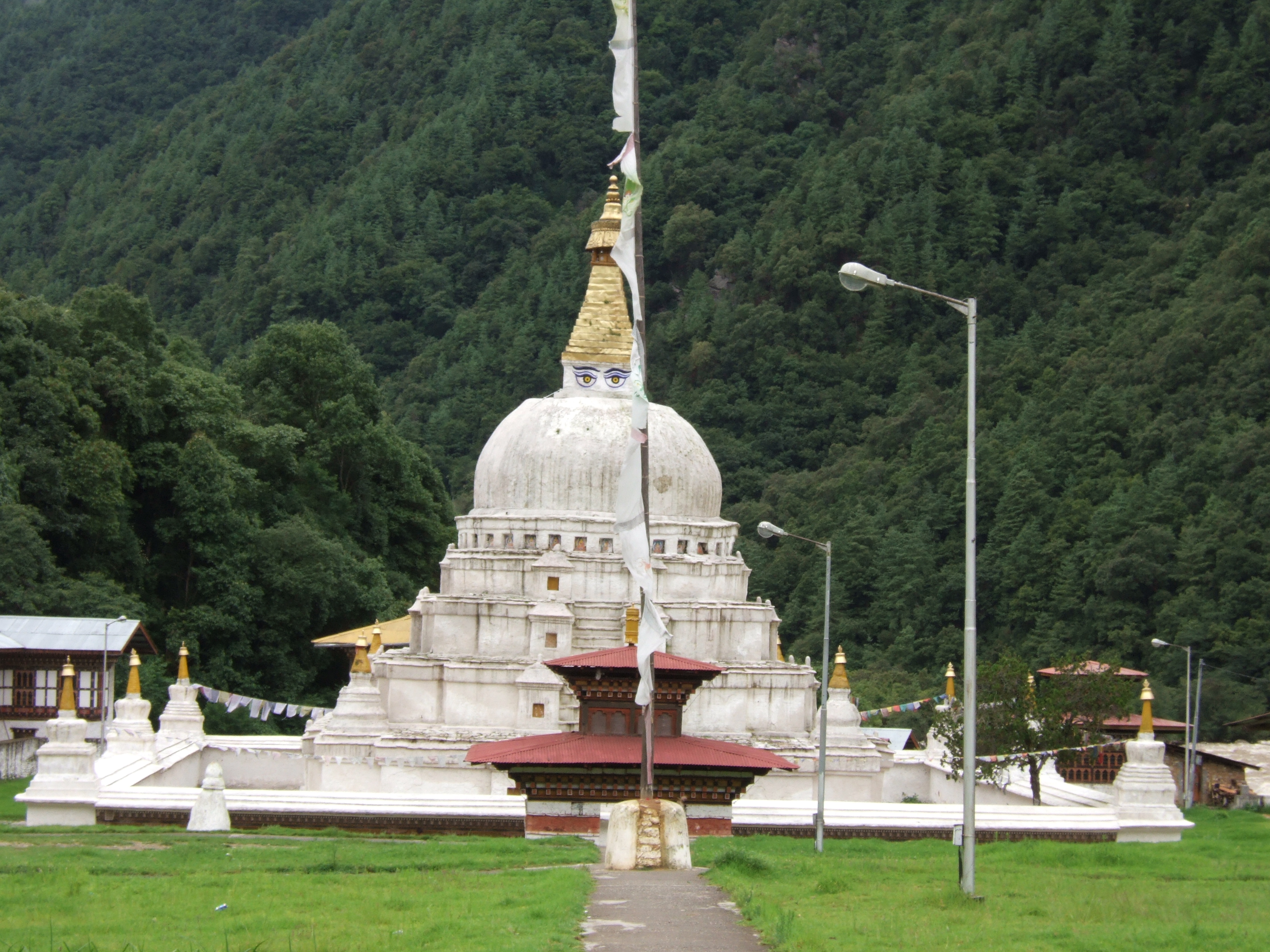

تقریباً دو سوم تا سه چهارم جمعیت اعمال دروکپا کاگو یا نینگما بودایی را اجرا می‌کنند که هردو رشته‌هایی از مهایانه بودیسم هستند. تقریباً یک چهارم جمعیت از قوم نپالی هستند و اعمال هندوئیسم را بجا می‌آورند و عمدتاً در جنوب کشور مستقرند و پیرو مکاتب شایویت و یشناویت، شکتا، غناپاتی، پورانیک و ودیک هستند. مسیحیان هر دو گروه کاتولیک رومی و پروتستان به علاوه غیرمذهبی کمتر از یک درصد جمعیت را تشکیل می‌دهند.
بون سیستم اعتقادی همزادگرا و شماتیک کشور، شامل پرستش طبیعت است که از ما قبل پیدایش بودیسم وجود داشته. تعداد بسیار اندکی از شهروندان به‌طور انحصاری باین گروه مذهبی پای‌بند هستند تعلق دارند.